# Vieille langue des signes française
La vieille langue des signes française (VLSF) correspond à l’ancienne langue des signes
française, de la même manière que l’on parle d’« ancien français », par opposition au français moderne (l’abréviation ALSF n’est pas possible, parce que déjà prise par l’Académie de la langue des signes française). Elle n'a en revanche pas de lien avec l'ancien français, qui a été parlé approximativement entre le XIe et le XIVe siècle. Les sources les plus anciennes qu'on en a datent de la fin du XVIIIe siècle. Elle a ensuite évolué pour devenir une base importante de la langue des signes française (LSF) et de nombreuses autres langues des signes, aussi bien européennes qu'américaines, africaines ou asiatiques, qui ne sont pas toutes mutuellement compréhensibles.

## Histoire

### Abbé de L'Épée

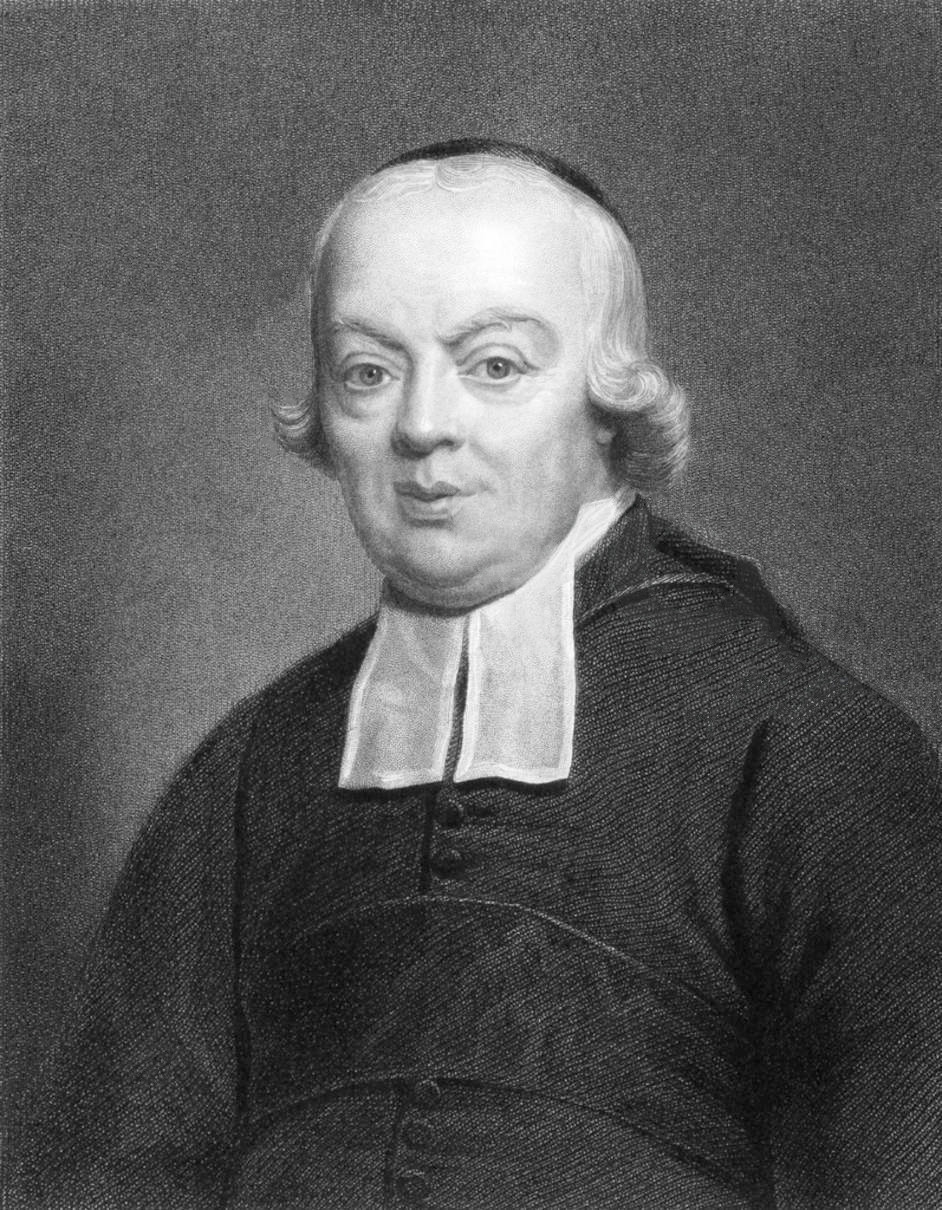
Charles-Michel de L'Épée.

Le premier à vraiment reconnaître que la langue des signes pouvait être utilisée pour l'éducation des enfants sourds est Charles-Michel de L'Épée, appelé « l'Abbé de L'Épée ».
Il rencontre deux jeunes sœurs jumelles en train de discuter par signes lors d'une visite à l'un de ses paroissiens et comprend que c'est une manière pour elles de se cultiver.
L'Épée est ému par ce qu'il voit et apprend par leur mère que la seule éducation qu'elles reçoivent se fait avec un précepteur privé utilisant des images.
À partir de là, L'Épée va fonder la première institution éducative gratuite pour les sourds en France, l'Institut national des jeunes sourds de Paris (INJS), en 1791.
Bien qu'il réalise que la langue des signes peut être utilisée dans l'éducation des jeunes sourds, L'Épée ne se rend pas compte que la VLSF est un langage vraiment développé, avec une grammaire propre, mais différente de celle du français parlé, tout simplement parce que ce sont deux langues différentes. 
L'Épée, croyant donc que la vieille langue des signes française est primitive et manque de grammaire, se met immédiatement à transformer ce qu'il en apprend de ses élèves et met au point des « signes méthodiques » pour représenter toutes les terminaisons de verbes, articles, prépositions et auxiliaires présents dans le français parlé, décomposant les mots en associant un signe à chaque morphème.
Les éducateurs comme L'Épée, avec la meilleure des intentions, modifient donc la VLSF pour en faire une forme de français signé, qu'on peut appeler ancien français signé (AFS), qui est un langage grandement modifié de la VLSF et en partie inventé de toutes pièces. Les élèves sourds utilisent donc deux langages : le système artificiel inventé par L'Épée en classe (l'AFS) et informellement la vieille langue des signes française lorsqu'ils parlent entre eux.

### Pierre Desloges

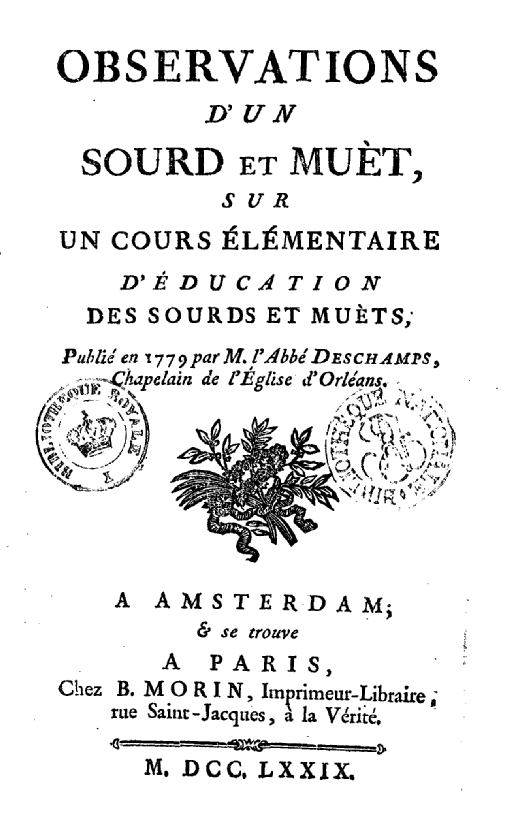
Observations d'un sourd et muèt par Pierre Desloges (1779).

En 1779, Pierre Desloges, un relieur parisien sourd, écrit ses Observations d'un sourd et muèt, sur un cours élémentaire d'éducation des sourds et muèts, décrivant le langage des signes utilisé par les Parisiens sourds.
Desloges se dit obligé d'écrire ce livre, car à ce moment un certain abbé Deschamps professe que le langage des signes ne peut être considéré comme une vraie langue et n'est donc pas adapté à l'éducation des enfants sourds.
Il écrit donc en faveur de la langue des signes, « comme un Français qui voit sa langue rabaissée par un Allemand qui ne connait que quelques mots français, j'ai pensé que j'étais obligé de défendre ma langue contre les fausses accusations de cet auteur ».
Les sourds ont en effet un langage, qu'on appelle vieille langue des signes française, qu'ils utilisent pour discuter de toutes sortes de sujets, politique, travail, religion, famille, etc.
Cette langue est transmise entre les sourds comme n'importe quel langage désapprouvé par les institutions éducatives est transmis aux plus jeunes générations.

### Autres éducateurs
Les recueils de signes de la langue des signes française des XVIIIe et XIXe siècles sont de natures assez variées. Les uns se présentent comme des dictionnaires, d’autres prennent le nom d’« Iconographie », contenant des signes dessinés accompagnés de gloses ou sans aucune image. La plupart du temps, les signes sont à l’état de citations, plus ou moins nombreuses. Les signes, bien qu'en grande majorité semblables à cause des configurations de la main ayant des significations codées d’ordre symbolique et physiologique, reprises au fil des siècles depuis l’Antiquité, diffèrent légèrement d'un auteur à l'autre, ceux-ci ne s'étant pas réellement concertés pour uniformiser la langue des signes.
Le classement des anciens modèles de dictionnaires ou d’études bilingues mots/signes est en général soit alphabétique (on entre dans le dictionnaire par des mots français, dans l’ordre alphabétique), soit noématique (en partant d’un concept pour donner les différents signes qui y correspondent).
Quasiment tous adoptent l’ordre alphabétique, faisant dominer la langue écrite, tandis que quelques autres proposent des entrées de dictionnaires dessinées.
L'abbé Sicard reprend le système de « signes méthodiques » de L'Épée dans son livre paru en 1800, Cours d'instruction d'un sourd-muet de naissance et dans un volumineux dictionnaire de 1 200 pages qu'il publie en 1808, où au contraire de L'Épée, qui utilise un classement strictement alphabétique, il classe les signes par noèmes, en douze grandes classes et opter pour un classement alphabétique à l'intérieur de ces classes.
L’abbé Lambert, quant à lui converti à l’authentique grammaire de la vieille langue des signes, rejette soigneusement les « signes méthodiques » et ne les inclut pas dans son dictionnaire. Il utilise le dessin pour représenter les signes, indiquant les mouvements composant ceux-ci et utilise un classement noématique, dessiné et alphabétique.